# Macrozamia viridis
Macrozamia viridis — вид голонасінних рослин класу саговникоподібні (Cycadopsida).
Етимологія: лат. viridis — «зелений», з посиланням на яскраво-зелене листя.

## Опис
Рослини без наземного стовбура, стовбур 10–20 см діаметром. Листків 2–8 в короні, вони яскраво-зелені або темно-зелені, напівглянсові або дуже глянсові, довжиною 35–60 см, з 80–160 листовими фрагментами; хребет сильно спірально закручений, прямий; черешок 9–21 см завдовжки, прямий або загнутий назад, без шипів. Листові фрагменти прості; середні — завдовжки 70–200 мм, 3–11 мм завширшки. Пилкові шишки веретеновиді, 9–18 см завдовжки, 3,5–5 см діаметром. Насіннєві шишки яйцевиді, завдовжки 8–14 см, 5,5–7 см діаметром. Насіння яйцеподібне, 20–24 мм завдовжки, 17–23 мм завширшки; саркотеста червона.

## Поширення, екологія
Країни поширення: Австралія (Квінсленд). Рослини ростуть на піщаних ґрунтах поверх граніту в помірно вологих евкаліптових рідколіссях.

## Загрози та охорона
Рослини як відомі тільки з кількох місць, деякі з яких, знаходяться в англ. Girraween National Park. 